# Liste der Präsidenten von Serbien (Serbien und Montenegro)

Flagge von Serbien als Teil von Serbien und Montenegro

Die Liste der Präsidenten von Serbien (Serbien und Montenegro) verzeichnet die Präsidenten von Serbien als Teil der am 27. April 1992 durch die Auflösung der Sozialistischen Föderativen Republik Jugoslawien entstandenen Bundesrepublik Jugoslawien, die am 4. Februar 2003 in Serbien und Montenegro umbenannt wurde.

## Liste
Nach dem Ende der Amtszeit von Milan Milutinović scheiterten mehrere Präsidentenwahlen an der zu niedrigen Wahlbeteiligung. Erst nachdem das Parlament durch eine Änderung des Wahlgesetzes die Regelung abgeschafft hatte, wonach eine Wahl bei einer Wahlbeteiligung unter 50 % ungültig war, konnte mit Boris Tadić ein neuer Präsident gewählt werden. Während der dazwischenliegenden 18 Monate wurde das Präsidentenamt kommissarisch vom jeweiligen serbischen Parlamentspräsidenten übernommen. Bei den beiden gescheiterten Präsidentenwahlen 2002 hatte Vojislav Koštunica (1. Wahl im Zweiten Wahlgang am 13. Oktober mit 68,4 % der Stimmen bei 45,5 % Wahlbeteiligung; 2. Wahl im Ersten Wahlgang am 8. Dezember 2002 mit 57,5 % der Stimmen bei 45,1 % Wahlbeteiligung) eine Mehrheit der Stimmen erzielt. Die Wahl am 16. November 2003 scheiterte bereits im Ersten Wahlgang wegen der Beteiligung von nur 38,8 %, ohne dass ein Kandidat eine Mehrheit der abgegebenen Stimmen erreicht hätte.
| Name                                                                    | Beginn der Amtszeit                                                     | Ende der Amtszeit                                                       | Partei                                                                  |
| vorher: Liste der Präsidenten von Serbien (SFR Jugoslawien) (1974–1992) | vorher: Liste der Präsidenten von Serbien (SFR Jugoslawien) (1974–1992) | vorher: Liste der Präsidenten von Serbien (SFR Jugoslawien) (1974–1992) | vorher: Liste der Präsidenten von Serbien (SFR Jugoslawien) (1974–1992) |
| ----------------------------------------------------------------------- | ----------------------------------------------------------------------- | ----------------------------------------------------------------------- | ----------------------------------------------------------------------- |
| Slobodan Milošević                                                      | 28. September 1990                                                      | 23. Juli 1997                                                           | SPS                                                                     |
| Dragan Tomić (kommissarisch)                                            | 23. Juli 1997                                                           | 29. Dezember 1997                                                       | SPS                                                                     |
| Milan Milutinović                                                       | 29. Dezember 1997                                                       | 29. Dezember 2002                                                       | SPS                                                                     |
| Nataša Mićić (kommissarisch)                                            | 29. Dezember 2002                                                       | 4. Februar 2004                                                         | GSS                                                                     |
| Dragan Maršićanin (kommissarisch)                                       | 4. Februar 2004                                                         | 3. März 2004                                                            | DSS                                                                     |
| Predrag Marković (kommissarisch)                                        | 4. März 2004                                                            | 11. Juli 2004                                                           | G17+                                                                    |
| Boris Tadić                                                             | 11. Juli 2004                                                           | 5. Juni 2006                                                            | DS                                                                      |
| danach: Liste der Präsidenten von Serbien seit der Unabhängigkeit 2006  |                                                                         |                                                                         |                                                                         |